# Before and After
Before and After (с англ. — «До и после») — 45-й студийный альбом канадского певца и автора песен Нила Янга, изданный 8 декабря 2023 года лейблом Reprise. Состоящий из 13 треков, альбом включает в себя сольные акустические перезаписи некоторых из его прошлых песен.

## История создания
Альбом Before and After был задуман Янгом и Лу Адлером, а сведением занимались первый и Нико Болас. В нём автор-исполнитель пересматривает некоторые из своих записей, «путешествие в историю своей музыки», с перезаписью, в которой они предстают в новом обличье. Альбом содержит «эклектичные» свежие версии некоторых менее известных треков Янга, взятых из его хранилища. Превью трёх песен, «I’m the Ocean», «Homefires» и «Burned», были выпущены в качестве EP после анонса альбома 20 октября. Янг говорил о релизе как об уникальном опыте, где «запечатлено чувство», которое нужно слушать «как целое». На самом деле проект состоит из одного «непрерывного 48-минутного произведения», названного Янгом «музыкальным монтажом без начала и конца».

## Отзывы
| Совокупная оценка   | Совокупная оценка |
| Источник            | Оценка            |
| ------------------- | ----------------- |
| Metacritic          | 78/100            |
| Оценки критиков     |                   |
| Источник            | Оценка            |
| AllMusic            | [ 10 ]            |
| American Songwriter | [ 11 ]            |
| Classic Rock        | [ 12 ]            |
| DIY                 | [ 13 ]            |
| The Guardian        | [ 14 ]            |
| Mojo                | [ 15 ]            |
| The Observer        | [ 16 ]            |
| Slant Magazine      | [ 17 ]            |
| Uncut               | 8/10              |

Альбом Before and After получил 78 баллов из 100 на агрегаторе рецензий Metacritic на основе 10 отзывов критиков, что свидетельствует о «в целом благоприятном» приёме. Стивен Томас Эрлевайн из AllMusic написал, что альбом «не является возбуждённым или электрическим», поскольку «суровость аранжировок помогает обратить внимание на расстояние между происхождением песни и настоящим Янга», а голос Янга «не звучит хрупким, хотя его вокал демонстрирует некоторую возрастную лохматость». Ли Циммерман из журнала American Songwriter считает, что «интимность очевидна и откровенна, как будто слушатель подслушивает артиста в особенно уязвимый момент», так как песни «исполняются в урезанных настройках, которые резко меняют тон и темп».
Uncut заявил, что «речь идёт о постоянстве тем и настроения на протяжении долгого времени, переосмысленном человеком, считающимся со своим прошлым и проливающим новый свет на самые глубокие порывы». Mojo считает, что «здесь сценическое шоу имело интимность межпесенных разговоров Янга, интимность здесь происходит от ощущения, что вы подслушиваете его мысли, когда одна песня дрейфует, как воспоминания, от одного тома к другому». Эверетт Тру из Classic Rock считал, что «общий эффект гипнотический, завораживающий — музыкальный монтаж, у которого нет ни начала, ни конца».
Slant Magazine Льюи Паркинсон-Джонс написал, что «интимность записи скорее подчёркивает то, чего пытался достичь Янг, чем затушёвывает это», а её «идиосинкразическая природа только делает её ещё более привлекательной». Фил Монгредиен из The Observer нашёл, что «„On the Way Home“ теряет часть радостного импульса оригинала 1968 года, но приобретает большую эмоциональную силу. Более хрупкая и интимно звучащая „Comes a Time“ также выигрывает от своего переосмысления». The Guardian' Дэйв Симпсон похвалил «нежные мелодии» и отметил, что «хотя его голос потерял часть былой юношеской силы, он приобрёл нежность, нюансы, человечность и тепло». Джеймс Хики из DIY оценил, что «песни редко улучшаются, верность грубости придаёт песням ощущение полузаконченных демо, но само написание песен, конечно, звёздное».

## Список композиций
Слова и музыка всех песен — Нилом Янгом.
| №                   | Название                     | Оригинальный альбом                      | Длительность |
| ------------------- | ---------------------------- | ---------------------------------------- | ------------ |
| 1.                  | «I'm the Ocean»              | Mirror Ball                              | 6:44         |
| 2.                  | «Homefires»                  | Neil Young Archives Volume II: 1972–1976 | 2:04         |
| 3.                  | «Burned»                     | Buffalo Springfield                      | 2:06         |
| 4.                  | «On the Way Home»            | Last Time Around                         | 3:14         |
| 5.                  | «If You Got Love»            |                                          | 3:32         |
| 6.                  | «A Dream That Can Last»      | Sleeps with Angels                       | 4:32         |
| 7.                  | «Birds»                      | After the Gold Rush                      | 2:47         |
| 8.                  | «My Heart»                   | Sleeps with Angels                       | 3:01         |
| 9.                  | «When I Hold You in My Arms» | Are You Passionate?                      | 5:23         |
| 10.                 | «Mother Earth»               | Ragged Glory                             | 3:43         |
| 11.                 | «Mr. Soul»                   | Buffalo Springfield Again                | 3:42         |
| 12.                 | «Comes a Time»               | Comes a Time                             | 3:20         |
| 13.                 | «Don't Forget Love»          | Barn                                     | 3:41         |
| Общая длительность: | Общая длительность:          | Общая длительность:                      | 47:58        |

## Чарты
| Чарт (2023)                              | Высшая позиция |
| ---------------------------------------- | -------------- |
| Австрия (Ö3 Austria)                     | 43             |
| Бельгия/Фландрия (Ultratop)              | 76             |
| Бельгия/Валлония (Ultratop)              | 187            |
| Нидерланды (Album Top 100)               | 50             |
| Германия (Offizielle Top 100)            | 47             |
| Шотландия (Scottish Albums Chart)        | 30             |
| Швейцария (Schweizer Hitparade)          | 22             |
| Великобритания (UK Digital Albums Chart) | 25             |